# Liste des édifices augustins en Belgique

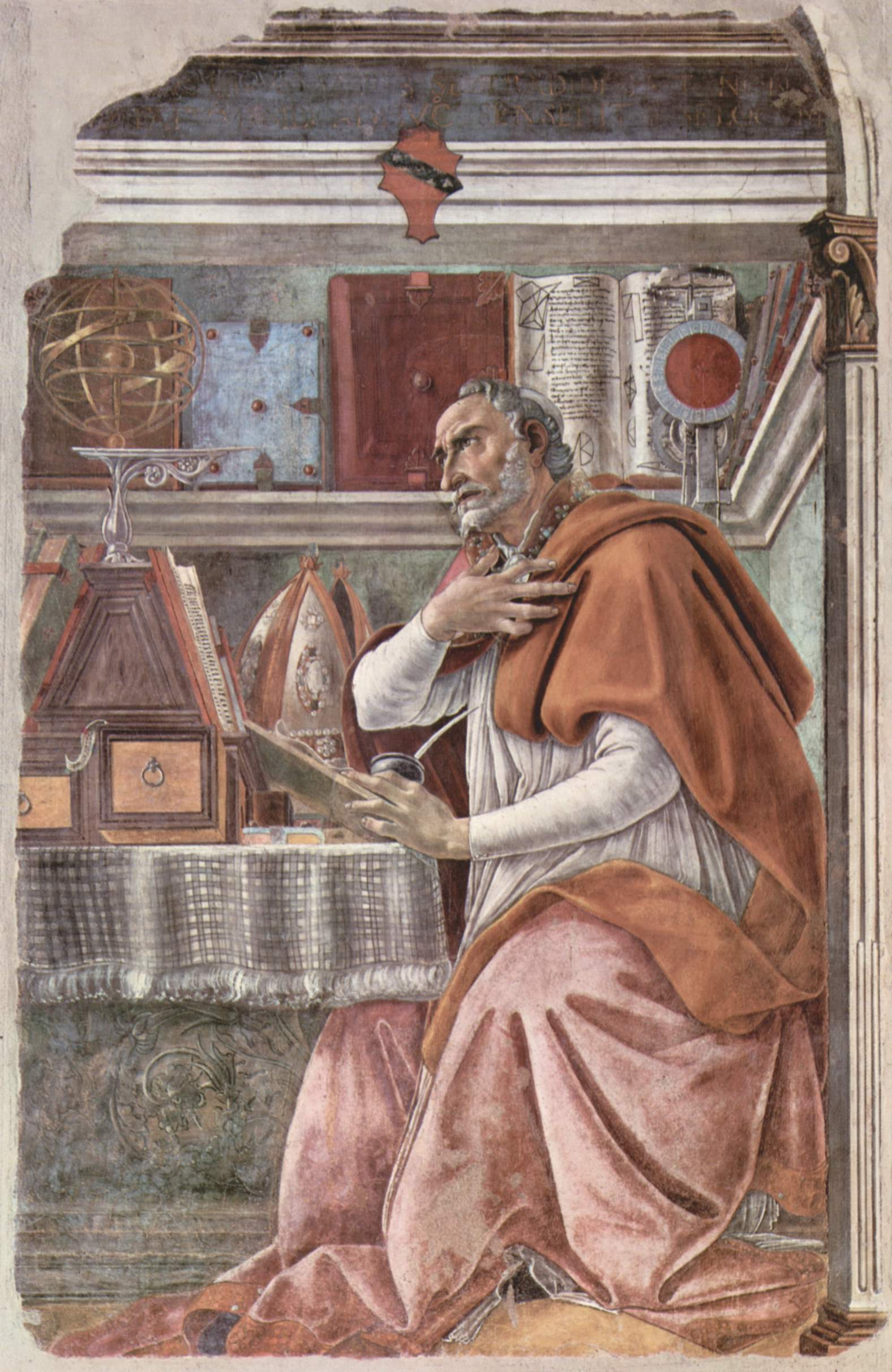
Saint Augustin, inspirateur des chanoines réguliers de saint Augustin (peinture de Boticelli).

Cet article présente la liste des édifices augustins en Belgique, actifs ou ayant existé sur le territoire actuel de la Belgique. Il s'agit des établissements de chanoines réguliers ou de chanoinesses régulières, c'est-à-dire des monastères, abbayes, prieurés et couvents suivant la règle de saint Augustin, à l'exclusion des Prémontrés, des Croisiers, des Antonins, de l'ordre de Notre-Dame du Mont-Carmel et de Saint-Lazare et des Teutoniques. La présente liste inclut également les couvents en Belgique où des clercs suivent cette même règle de saint Augustin.
Pour chaque édifice augustin, il est précisé sa localisation, la mention de chanoines ou de chanoinesses associée aux dates de début et de fin du statut d'édifice augustin, l'indication si la communauté religieuse est toujours active, et enfin, sur deux ou trois lignes, l'origine du rassemblement de cette communauté.

## Belgique

### Région de Bruxelles-Capitale
- Couvent des Dames de Berlaymont (Bruxelles), chanoinesses augustiniennes depuis la fondation en 1625 jusqu'en 1948, couvent désaffecté aujourd'hui  
Les comtes de Berlaymont sollicitent de l’archiduchesse Isabelle-Claire-Eugénie d'Autriche l’autorisation de fonder un cloître de chanoinesses régulières de Saint Augustin à Bruxelles. L’archiduchesse donne son accord et le couvent est donc fondé en 1625 par Marguerite de Lalaing, avec la complicité de son époux Florent de Berlaymont.
- Abbaye de Dieleghem (section Wolvertem, Meise), chanoines augustins depuis la fondation de l'abbaye en 1095 jusqu'en 1210, abbaye supprimée aujourd'hui
La fondation est attestée par une charte de l’évêque de Cambrai, Gaucher, appuyée par Onulphe, seigneur de Wolvertem, qui fit don des terrains nécessaires, d’une brasserie, de l’alleu du moulin à eau, de la dîme de Melsbroek et de la moitié de celle de Wolvertem. Mais il n’est pas exclu que des moines aient séjourné plus tôt à l’abri de la ferme Auwderheyden. La guerre de Grimbergen les aurait contraint de quitter cette ferme.
- Abbaye du Coudenberg (Bruxelles), chanoines augustin entre 1313 et 1795, rang d'abbaye à partir de 1731
Au début du XIIe siècle, une chapelle et un hospice tous deux dédiés à saint Jacques le Majeur, car lieu d'étape sur les chemins de Compostelle venant du nord et du nord-est, jouxtent le château des comtes de Louvain et de Bruxelles construit sur la colline du Coudenberg.
- Prieuré du Rouge-Cloître (Auderghem), chanoines augustins entre 1374 et 1796. Ce prieuré est supprimé aujourd'hui
Un ermitage est construit en 1366 par un prêtre, Gilles Olivier, et un laïc nommé Walter van der Molen. Peu après, entre 1367 et 1369, le petit groupe, s’inspirant du prieuré voisin de Groenendael, adopte la règle de saint Augustin pour leur vie en communauté et forme ainsi une communauté religieuse.

| \| Coudenberg Dieleghem Rouge-Cloître Dames de Berlaymont \| Édifices augustins sur la carte de la Région de Bruxelles. |
| Coudenberg Dieleghem Rouge-Cloître Dames de Berlaymont                                                                  |

### Région flamande

#### Province d'Anvers
- Prieuré de Corsendonk (Oud-Turnhout), appartenant aux chanoines de Saint-Augustin de sa fondation jusqu'à sa suppression en 1784
En 1393, Marie de Brabant (1325-1399), fille du duc Jean III de Brabant, dame de Turnhout, fait don de 600 hectares de terres marécageuses situées à Corsendonk aux chanoines de Saint-Augustin qui y établissent une maison d’études, prieuré dépendant de la congrégation de Windesheim.

| \| Anvers Corsendonk \| Édifices augustins sur la carte de la province d'Anvers. |
| Anvers Corsendonk                                                                |

#### Province du Brabant flamand
- Prieuré de Groenendael (lieu-dit de Groenendael, Hoeilaart), à l'origine monastère, chanoines augustins entre 1343 et 1784, prieuré supprimé 
Un simple ermitage, mentionné une première fois en 1304 reçoit trois chanoines de la collégiale de Bruxelles en 1343. Deux de ceux-ci, Franco de Coudenberg et le célèbre mystique Jan van Ruysbroeck y fondent une communauté de vie basée sur la règle de saint Augustin.
- Prieuré de Sept Fontaines (entre Brabant flamand et Brabant wallon), chanoines augustins entre 1389 et XVIe siècle, disparu à la suite des guerres et des incendies successifs
La fondation du prieuré remonte à 1389, quand des chanoines augustins ont choisi un emplacement où coulent sept sources, aménageant des étangs comme réserve de nourriture durant le carême.
- Abbaye de Parc-les-Dames (section Wezemaal, Rotselaar), moniales augustiniennes à partir de sa fondation au XIIe ou XIIIe siècle, abbaye détruite aujourd'hui.

| \| Louvain Groenendael Sept Fontaines \| Édifices augustins sur la carte du Brabant flamand. |
| Louvain Groenendael Sept Fontaines                                                           |

#### Province de Flandre-Occidentale
- Abbaye Saint-Pierre de Lo (section Lo, Lo-Reninge), chanoines augustins à partir de 1200 jusqu'à la révolution française, fin de l'abbaye

| \| Bruges \| Édifices augustins sur la carte de Flandre-Occidentale. |
| Bruges                                                               |

#### Province de Flandre-Orientale
| \| Gand \| Édifices augustins sur la carte de Flandre-Orientale. |
| Gand                                                             |

#### Province de Limbourg
- Abbaye d'Aldeneik (Maaseik), chanoines augustins entre 938 et 1797, devenue prieuré puis abbaye de nouveau, supprimée aujourd'hui
Dans les années 720, les deux sœurs Harlindis et Relindis fondent un ermitage le long de la Meuse. Avec l'appui de Willibrord d'Utrecht, l'abbaye de moniales bénédictines est officiellement fondée en 728, mais détruite par les raids vikings aux IXe siècle et Xe siècle, puis remplacée en 938.
- Abbaye de Sinnich (section Teuven, Fourons), chanoinesses augustiniennes entre 1151 et 1798, supprimée aujourd'hui
À l'origine, il s'agit d'un prieuré de chanoinesses fondé en 1151, élevé en abbaye en 1243 par Marsilius, abbé de Rolduc.

| \| Hasselt Aldeneik Sinnich \| Édifices augustins sur la carte de Limbourg. |
| Hasselt Aldeneik Sinnich                                                    |

### Région wallonne

#### Province du Brabant wallon
- Abbaye de Bois-Seigneur-Isaac (section Ophain-Bois-Seigneur-Isaac, Braine-l'Alleud), chanoines augustins entre 1413 et 1796, prieuré toujours actif 
Au XIe siècle, le seigneur Isaac, parti en croisade et retenu prisonnier des Sarrasins fut libéré à la suite d’une vision de la Vierge Marie. À son retour au pays il construisit dans son bois une chapelle dédiée à Notre-Dame. La peste étant enrayée partout où passait la statue de la Vierge, l’évêque de Cambrai reconnut en 1410 le miracle et la chapelle devint lieu de pèlerinage.
- Prieuré de l'Ermite (Braine-l'Alleud), chanoinesses augustiniennes de la fin du XIVe siècle jusqu'en 1456, date d'un déménagement à Bruxelles, le prieuré n'existe plus
En 1131, le duc de Brabant Godefroid Ier et son fils ont cédé à l'Abbaye de Gembloux un bien nommé Dudinsar, sis dans la paroisse de Braine-l'Alleud. Le 6 mai 1399, Jeanne, duchesse de Brabant, attribue ce bien à dix pauvres femmes vivant saintement à Wauthier-Braine. L’évêque de Cambrai, Pierre V autorise ces femmes à prendre l’habit et fonder un couvent.
- Prieuré de Sept Fontaines (entre Brabant flamand et Brabant wallon), chanoines augustins entre 1389 et XVIe siècle, disparu à la suite des guerres et des incendies successifs
La fondation du prieuré remonte à 1389, quand des chanoines augustins ont choisi un emplacement où coulent sept sources, aménageant des étangs comme réserve de nourriture durant le carême.

| \| Wavre Bois-Seigneur-Isaac Ermite Sept Fontaines \| Édifices augustins sur la carte du Brabant wallon. |
| Wavre Bois-Seigneur-Isaac Ermite Sept Fontaines                                                          |

#### Province de Hainaut
- Abbaye de Bélian (section Mesvin, Mons), chanoinesses augustiniennes depuis la fondation en 1244, abbaye désaffectée aujourd'hui
L'origine de cette abbaye dite aussi de Bethléem, située sur le territoire de Mesvin, se trouve dans sa relation avec l'abbaye-mère de Saint-Victor de Paris. Elle fut fondée en 1244 par Wautier Harduin, chanoine de la Collégiale Sainte-Waudru de Mons.
- Prieuré d'Oignies (Hameau Oignies, Aiseau-Presles), chanoines augustins entre 1192 et 1796, devenu monastère au sens strict puis supprimé à la fin  
Quatre frères venus de Walcourt s’installent, avec leur mère veuve, en 1187 près d’une ancienne chapelle Saint-Nicolas, en bord de Sambre. Des quatre frères, trois sont prêtres. Gilles, Robert et Jean vivent de manière religieuse, adoptant la règle de Saint-Augustin. En 1192, leur prieuré, Saint-Nicolas d’Oignies, est reconnu par l’ordre des chanoines de Saint-Augustin.
- Abbaye des Prés-Porcins (Tournai), chanoinesses
- Abbaye Saint-Nicolas-des-Prés de Tournai (Tournai), chanoines augustins depuis 1123, abbaye désaffectée aujourd'hui
L'abbaye a plusieurs fois déménagé dans la ville de Tournai, et n'a pas survécu à la Révolution française, occupant alors le couvent des Jésuites.
- Abbaye de la Thure (section Solre-sur-Sambre, Erquelinnes), chanoinesses augustiniennes depuis 1243 jusqu'en 1796, abbaye en ruines aujourd'hui
Avec l’approbation de Gui de Laon, évêque de Cambrai, Nicolas II de Barbençon, seigneur de Jeumont, établit sur ses terres en 1243, à Marpent, quatre religieuses augustiniennes qu'il fait venir de l'abbaye de Prémy, près de Cambrai. Treize ans plus tard, en 1256, l’abbaye est transférée à Solre-sur-Sambre où elle prend le nom d'abbaye de la Thure, du nom de la rivière sur les bords de laquelle elle est établie.

| \| Mons Bélian Saint-Nicolas-des-Prés La Thure Oignies \| Édifices augustins sur la carte de Hainaut. |
| Mons Bélian Saint-Nicolas-des-Prés La Thure Oignies                                                   |

#### Province de Liège
- Prieuré de Beaufays (section Beaufays, Chaudfontaine), augustin depuis 1123 jusqu'à sa suppression en 1798 
Couvent double de chanoines et chanoinesses augustins fondé en 1123, le prieuré devient exclusivement masculin au milieu du XIIIe siècle.
- Abbaye du Bouhay (section Bressoux, Liège), chanoines augustins depuis 1925 et toujours en activité
Les bâtiments de cette abbaye sont modernes. L'église de 1921 rappelle le style du XIIIe siècle et surplombe une réplique de la grotte de Lourdes, en plein air.
- Abbaye de Flône (section Flône, Amay), chanoines augustins entre 1075 et 1796, abbaye supprimée en 1796
Vers 1075, trois frères laïcs désirant se retirer du monde et vivre comme religieux s’installent sur des terres données par l’évêque de Liège, Henri de Verdun, au lieu-dit Flône, là où le ruisseau se jette dans la Meuse, dans la perspective de fonder une halte pour les voyageurs suivant la chaussée romaine de Tongres-Amay-Arlon.
- Couvent des Augustins de Liège (Liège), frères augustins entre 1503 et 1796, couvent supprimé en 1796 
En 1455, les Frères Ermites de Saint-Augustin résidant dans la province de Cologne cherchent à se fixer à Liège, mais ils n'arrivent pas à former un établissement. Plus tard, les Pères de la province de France parviennent à s'y fixer avec l'aide d'un chanoine de la cathédrale Notre-Dame-et-Saint-Lambert de Liège. Le couvent augustin est donc fondé vers 1503, face à l'église Saint-Jacques-le-Mineur de Liège, et est achevé en 1506.
- Abbaye du Mont Cornillon (quartier Amercœur, Liège)
- Abbaye de Solières (section Ben-Ahin, Huy), chanoines augustins depuis la fin du XIIe siècle jusqu'en 1229, abbaye supprimée en 1795
Lambert et Henri, fils d’Hugues de Beaufort, seigneur des lieux, décident de construire sur leur terre un oratoire dédié à la Vierge Marie, et d’y fonder une communauté religieuse chargée d’y assurer l’office divin, pour une fondation ayant eu lieu au début du XIIe siècle.
- Abbaye du Neufmoustier (quartier Neufmoustier, Huy), chanoines augustins depuis 1133 jusqu'en 1797, date de fermeture de l'abbaye
Prieuré fondée par Pierre l'Ermite pour une communauté religieuse qui s'est établie, vers 1100, au Neufmoustier, un quartier alors marécageux. La communauté a adopté la règle de saint Augustin en 1133, puis a élevé le prieuré en abbaye en 1208.
- Abbaye du Val-Benoît (site Val-Benoît, Liège), chanoines augustins depuis 1220 jusqu'en 1230
À l'origine, il s'agit d'un prieuré augustin fondé en 1220, puis occupé par les moniales cisterciennes de Robermont.

| \| Liège Beaufays Flône Solières Neufmoustiers \| Édifices augustins sur la carte de la Province de Liège. |
| Liège Beaufays Flône Solières Neufmoustiers                                                                |

| \| Abbaye du Bouhay Couvent des Augustins Abbaye du Mont Cornillon Abbaye du Val-Benoît \| Édifices augustins sur la carte de la Ville de Liège. |
| Abbaye du Bouhay Couvent des Augustins Abbaye du Mont Cornillon Abbaye du Val-Benoît                                                             |

#### Province de Luxembourg
- Abbaye Notre-Dame d'Orval (section Villers-devant-Orval, Florenville), chanoines augustins entre 1110 et 1131
Le site de l'abbaye est occupé dès l'époque mérovingienne. Une chapelle y est construite au Xe siècle. En 1070, un groupe de bénédictins, venus de la Calabre (Italie), y bâtit une église et un prieuré, sur des terres données en usufruit par le comte de Chiny, Arnoul Ier. En 1110, les bénédictins quittent les lieux. Le comte Othon leur substitue une communauté de chanoines augustins.

| \| Arlon Orval \| Édifices augustins sur la carte de Luxembourg. |
| Arlon Orval                                                      |

#### Province de Namur
- Abbaye de Géronsart (section Jambes, Namur), à l'origine prieuré, chanoines augustins entre 1128 et 1795, abbaye supprimée en 1795
La fondation du prieuré de Géronsart remonte à 1128, lorsqu'un groupe de chanoines augustiniens de l'abbaye de Flône s'installe à l'endroit assigné par Albéron 1er, évêque de Liège. De ce lieu ils rayonnent et s'occupent des paroisses environnantes. Le prieuré devient autonome en 1183 quand les chanoines sont autorisés à élire eux-mêmes leur prieur.
- Abbaye Saint-Berthuin de Malonne (section Malonne, Namur), abbaye de chanoines augustins à partir de 1151.

| \| Namur Géronsart Malonne \| Édifices augustins sur la carte de la Province de Namur. |
| Namur Géronsart Malonne                                                                |